# Robert de Bethune
Robert de Bethune (... – Reims, 16 aprile 1148) è stato un vescovo cattolico britannico.
Fu vescovo di Hereford cominciò la propria carriera come Canonico nel 1115 e circa dieci anni dopo venne nominato Priore di Llanthony Priory e fu quindi nominato vescovo nel 1130 da Enrico I d'Inghilterra. In qualità di vescovo fu spesso usato come giudice dal papato ed è nota la cura che metteva nel prendersi carico della propria diocesi. Dopo la morte di Enrico nel 1135 egli si schierò dalla parte di Stefano I d'Inghilterra che prese il trono all'erede Matilde d'Inghilterra (1102-1167), ma quando essa catturò Stefano, Robert si schierò dalla sua parte, quando tuttavia Matilde non si dimostrò in grado di mantenere il trono egli tornò a supportare Stefano. Il completamento della Cattedrale di Hereford avvenne sotto il suo episcopato e fu consacrata due volte, sia nel 1142 che nel 1148. Una volta riconquistato il trono Stefano permise a Robert di recarsi al Concilio di Reims insieme ad alcuni altri vescovi inglesi e lì egli morì il 16 aprile 1148. A tutt'oggi sopravvive un'Agiografia che testimonia il tentativo compiuto dai suoi canonici di promuovere una sua canonizzazione

## Biografia

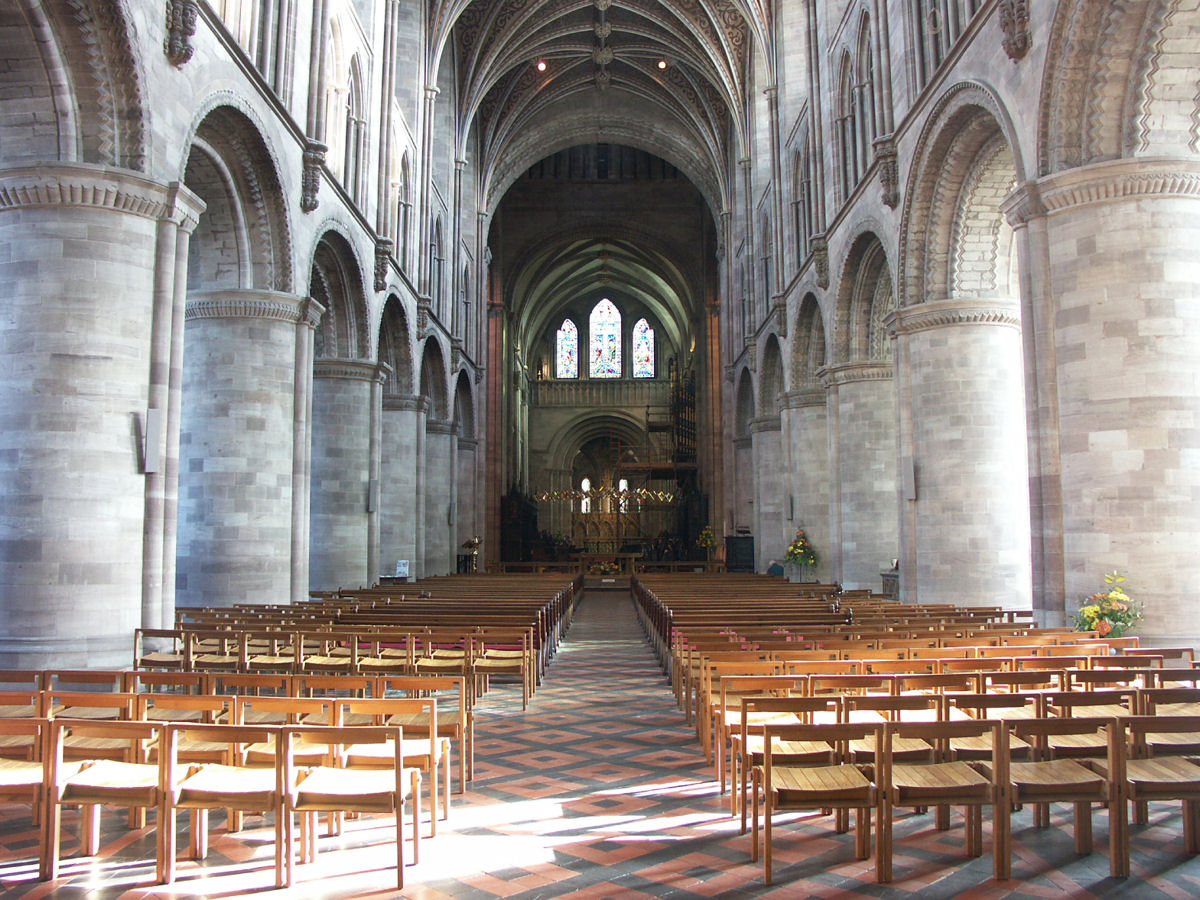
Cattedrale di Hereford

Robert era il figlio più giovane di un cavaliere e fu in famiglia che cominciò la propria educazione, sotto la guida del fratello maggiore Gunfrid, che aveva intrapreso la carriera di professore. Secondo il cronacotecario Roberto di Torigni Robert era di origini fiamminghe, mentre un altro biografo che egli sia nato e cresciuto nel Buckinghamshire insieme a lui. Effettivamente sembra probabile che Robert sia nato in quella contea, presso il villaggio di Wingrave, da una famiglia che poteva effettivamente discendere da emigrati fiamminghi. Robert divenne un maestro come il fratello, prima di andare a studiare teologia con Guglielmo di Champeaux ed Anselmo di Laon. Attorno al 1115 entrò nell'abbazia di Llanthony Priory e circa dieci anni dopo ne fu nominato Priore.
Il ruolo di Vescovo di Hereford rimase vacante nel 1127 e nel 1130 Enrico I d'Inghilterra raccolse i consigli dei magnati locali e nominò Robert vescovo della diocesi. All'inizio il vescovo della diocesi di cui era priore Urbano, vescovo di Llandaff, si rifiutò di permettere tale promozione, a quel punto s'interpose William de Corbeil, Arcivescovo di Canterbury che consigliò di deferire la questione davanti al papa. Papa Innocenzo II ordinò che Robert poteva accettare la diocesi ed egli fu consacrato il 28 giugno 1131 a Rochester (Regno Unito). Si dice che la scelta di Enrico nella nomina di Robert sia stata guidata dalla sua necessità di avere intorno un vescovo davvero pio ed in effetti molti dei vescovi da lui nominati avevano ottenuto la consacrazione come ricompensa per i loro servigi al re più che per la loro religiosità.
Robert visse sempre secondo le regole degli Agostiniani benché egli stesso non fosse davvero un monaco e fu spesso chiamato dal papato per essere giudice di controversie che dall'Inghilterra arrivavano fino a Roma. Il ritratto che si ha di lui è quello di un uomo dalle ampie vedute e con un grande desiderio di riforma, i suoi contemporanei lo elogiavano per i severi criteri che usava per designare i preti che avrebbero lavorato nella diocesi e durante il suo episcopato tenne diversi sinodi diocesani, di cui due solo nel primo anno.
Dopo la morte di Enrico e l'ascesa di Stefano d'Inghilterra Robert decise di supportarlo e spesso ne era ospite a corte. Stefano aveva preso la corona sottraendola, di fatto, all'unica figlia di Enrico, Matilde d'Inghilterra (1102-1167), che in prime nozze aveva sposato Enrico V di Franconia e che era rimasta vedova nel 1125. Robert fu tra coloro che accompagnarono Thurstan Arcivescovo di York nel viaggio che doveva assicurare al precario re inglese una tregua con i turbolenti vicini scozzesi e con il loro re Davide I di Scozia, tregua che fu firmata subito dopo la Battaglia dello Stendardo combattuta nel 1138. L'anno seguente Matilda approdò in Inghilterra per riprendersi il trono e mentre Miles di Gloucester, I conte di Hereford (1100-24 dicembre 1143) supportò la principessa, Robert rimase vicino al re. Tale scontro costrinse però Robert ad abbandonare la diocesi, nel 1140 Miles prese il controllo di Hereford e Robert fu costretto a compiere i propri doveri dallo Shropshire. In questo periodo Robert assistette il nuovo Arcivescovo di Canterbury, Teobaldo di Bec nel consacrare il nuovo vescovo di Bangor, Maurizio (morto nel 1161). Maurizio fu persuaso da Robert a proclamarsi fedele a Stefano, dopo che in un primo tempo si era rifiutato di farlo, Robert era noto per essere un uomo indipendente dalla casa reale e Maurizio si fece convincere, forse, dal fatto che tale dichiarazione sarebbe stata per lo più di natura canonica.
Nel 1141 Stefano venne catturato da Matilde e Robert si schierò al fianco dell'Imperatrice, tanto che fu presente a Winchester il 4 marzo quando ella reclamò il trono per sé. Il suo vescovado si trovava praticamente al centro dei territori che ella era arrivata a controllare ed egli fu uno dei pochi vescovi che fu visto spesso alla sua corte. La sua incoronazione tuttavia non avvenne mai, nel tardo 1141 uno dei suoi maggiori sostenitori fu catturato ed ella fu costretta non solo ad abbandonare Londra, ma anche a rilasciare Stefano in cambio del rilascio dell'altro. Nel 1142il conflitto fra Stefano e Matilde ricominciò e, nonostante il ritorno di Stefano al trono, proseguì più o meno fino al 1148 con il paese diviso, di fatto, in due fazioni.
Le incursioni che i gallesi fecero al monastero di Llanthony all'inizio dell'episcopato di Robert spinsero i monaci a rifugiarsi da lui che li accolse e li sistemò in nuovo convento presso Gloucester. Le terre sulle quali venne costruito appartenevano alla diocesi e questo lo portò a scontrarsi con il capitolo della cattedrale comandato dal decano Ralph, controversia che costrinse Robert a viaggiare fino a Pisa per ottenere dal pontefice una bolla che ordinasse al capito di obbedirgli.
Nel 1142 Robert fu coinvolto in una disputa con Miles di Gloucester, ora Conte di Hereford che terminò con la scomunica del conte, tale controversia ebbe origine dal tentativo del nobile di tassare le chiese del suo contado, cosa che Robert riteneva illegale. La morte di Miles, nel 1143 pose fine alla questione e lasciò anche libero Robert di ritornare a sostenere apertamente Stefano.
Nel 1142 la costruzione della Cattedrale di Hereford che era iniziata sotto Robert di Hereford (morto il 26 giugno 1095) nel 1079 era quasi ultimata, fu consacrata una volta in quell'anno e poi ancora nel 1148 al termine di tutti i lavori.
Il 1148 vide anche la partenza di Matilde che negli anni aveva visto scemare il numero dei propri sostenitori rendendo Stefano capace di rimettere le mani su fette sempre più ampie del regno. In quello stesso anno il re diede a Robert e ad altri vescovi il permesso di recarsi al Concilio di Reims. Stefano aveva espulso dal paese il Legato papale che era giunto per convocare i vescovi ed aveva quindi nominato egli stesso tre prelati che si sarebbero recati al concilio: Robert, Hilary di Chichester e William de Turbeville (1095 circa gennaio 1174). All'Arcivescovo Teobaldo di Bec venne formalmente proibito di andare, ma egli riuscì a sgattaiolare fuori dal paese insieme al suo ecclesiastico Thomas Becket.
Robert morì a Reims il 16 aprile 1148 subito dopo la fine del Concilio, la sua salma venne riportata ad Hereford e lì fu sepolta.

## Genealogia episcopale
La genealogia episcopale è:
- Arcivescovo Robert di Jumièges
- Vescovo Guglielmo il Normanno
- Arcivescovo Lanfranco di Canterbury
- Arcivescovo Tommaso di York
- Arcivescovo Anselmo d'Aosta
- Vescovo Richard de Belmeis
- Arcivescovo William de Corbeil
- Vescovo Robert de Bethune